# Филипчук, Владимир Станиславович
Владимир Станиславович Филипчук (3 августа 1940, Одесса — 13 августа 2019, там же) — Герой Украины (2000), почётный гражданин города Одесса, председатель правления акционерного общества «Эксимнефтепродукт», г. Одесса с 1994 по 2005 год.
Кандидат экономических наук.

## Биография
Родился 3 августа 1940 года в Одессе.
В 1958 году окончил школу и поступил в Одесский политехнический институт на факультет «Технология неорганического синтеза и каучука».
Окончив институт в 1963 году, был по распределению направлен в Горловку Донецкой области, где назначен начальником смены цеха паропластов Азотно-тукового химкомбината им. С. Орджоникидзе.
В 1967 году вернулся в Одессу и работал:
- 01−11.1967 — старший инженер лаборатории научной организации труда, Одесский завод «Продмаш».
- 11.1967−04.1974 — инспектор, Одесский Гостехнадзор нефтеперерабатывающей промышленности.
- 04.1974−10.1976 — главный инженер, Одесский завод цветной резины.
- 10.1976−10.1981 — инспектор, ЦК профсоюза при Одесском областном комитете.
- 10.1981−01.1982 — начальник, Управление автозаправочных станций.
- 01.1982−09.1984 — директор, Одесский лакокрасочный завод.
- 09.1984−10.1990 — главный инженер, Одесское территориальное управление обеспечения нефтепродуктами.
- С 10.1990 — генеральный директор, председатель правления, Одесское предприятие по экспорту-импорту нефтепродуктов.
- С 1994 года — председатель правления, ОАО «Эксимнефтепродукт»; в 2005 году переведён на должность почётного президента этого предприятия пожизненно.

### Семья
- Отец — Станислав Семёнович (род. 1918).
- Мать — Ирина Андреевна (1924—1983).
- Жена — Людмила Алексеевна (род. 1944).
- Дети — Сергей (род. 1966) и Александр (род. 1971).

## Награды и звания
- Орден «За заслуги» III степени (24.02.1998)[1]
- Орден «За заслуги» II степени (23.09.1999)[2]
- Герой Украины (с вручением ордена Державы; 03.08.2000 — за выдающиеся трудовые достижения, заслуги в развитии топливно-энергетического комплекса Украины).
- Почётная грамота Кабинета Министров Украины (02.06.2004)[3]
- Знак отличия Президента Украины — юбилейная медаль «20 лет независимости Украины» (19.08.2011)[4]
- Почётный гражданин города Одесса.
- Президент благотворительного фонда «Надежда, Добро и Благосостояние»[5], а также председатель одесского областного отделения «Совета Мира»[6].